# Осередок пожежі
Осередок пожежі (рос. очаг пожара, англ. conflagration place, seat of fire, нім. Brandherd m) – місце пожежі, зумовлене джерелом тепла, що викликає займання, і припливом повітря (кисню). Під час гасіння пожежі її осередок є головним об’єктом атаки пожежогасіння. 
Син. – епіцентр пожежі.